# Гай Антиох Эпифан Филопапп
Гай Юлий Антиох Эпифан Филопапп (лат. Gaius Iulius Antiochus Epiphanes Philopappus, 65 — 116) — государственный деятель Римской империи, консул-суффект 109 года.

## Биография
Происходил из влиятельного рода Ервандидов, некогда правивших Коммагеной. Сын Гая Юлия Антиоха Эпифана, внук Антиоха IV, последнего царя Коммагены (Филопапп — «тот, кто любит деда»). Родился в коммагенской столице Самосата. В 72 году был привезён в Италию. Находился длительное время вместе с сестрой Юлией Бальбиллой в положении заложника. В 75 году император Веспасиан разрешил свободно передвигаться и переехать в Рим. Получил почётные титулы царя, архонта. Жил в Афинах. До 88 года занимал должности хорега и агонофета (организатора состязаний). В Афинах за собственный счёт восстановил много общественных зданий.
При правлении императора Траяна стал претором и вошёл в сенат. Был принят в преторианскую гвардию и в 105 году стал членом коллегии арвальских братьев. В 109 году стал консулом-суффектом вместе с Гнеем Антонием Фуском. В 114 году в его честь в Афинах (вблизи Акрополя) возведён памятник.